# Мина Вајли
Вилхелмина Мина Вајли (енгл. Wilhelmina "Mina" Wylie; Северни Сиднеј, 27. јун 1891 — Рандвик, 6. јул 1984) је аустралијска пливачица слободним стилом, била је једна од прве две представнице Аустралије на олимпијским играма освајач сребрне олимпијске медаље. На олимпијским играма се такмичила за тадашњу заједницу Аусталије и Новог Зеланда Аустралазију.
На пливачком првенству Новог Јужног Велса 1910/11. учествовале су две најбоље аустралијске пливачице у то време Мина Вајли и Фани Дирак. После првенства убедиле су званичнике да их пошаљу на Летње олимпијске игре 1912. у Стокхолм, где је први пут у програм олимпијаских игара уврштено и пливање у женској конкуренцији. У трци на 100 метара такмичило се 27 жена. Дирак је освојила златну а Вајли сребрну медаљу у времену 1:25,4.. У
Вајли је учествовала на првенствима Новог Јужног Велсу и Аустралије од 1906. до 1934. године, освојивши 115 титула. На оба првенства 1911. 1922. и 1924. године победила је три пливачка слила:слободном, леђном и прсном.
Примљена је у Међународну пливачку кућу славних 1975. године.